# فهرست شهرهای آزاد امپراتوری
تا سال ۱۷۹۲، ۵۱ شهر آزاد امپراتوری در امپراتوری مقدس روم وجود داشت. آنها در اینجا با وضعیت اعترافات رسمی آنها که توسط صلح وستفالی (۱۶۴۸) تأیید شده‌است، فهرست شده‌اند.
- آخن (کاتولیک)
- آلن (لوتری)
- آوگسبورگ (دو فرقه)
- بیبراخ (دو فرقه)
- بوپفینگن (لوتری)
- برمن (کالوینیست)
- بوشا (کاتولیک)
- بوخهورن (کاتولیک)
- کلن (کاتولیک)
- دینکلزبول (دو فرقه)
- دورتموند (لوتری)
- اسلینگن آم نکا (لوتری)
- فرانکفورت آم ماین (دو فرقه‌ای، عمدتاً کاتولیک، زیرا رای‌گیری برای امپراتور جدید در کلیسای جامع کاتولیک فرانکفورت برگزار می‌شد)
- فریدبرگ (لوتری)
- گنگنباخ (کاتولیک)
- گینگن (لوتری)
- گسلار (لوتری)
- هامبورگ (لوتری)
- هایلبرن (لوتری)
- ایسنی ایم آلگوی (لوتری)
- کاوفبویرن (لوتری)
- کمپتن (لوتری)
- لویت‌کیرش ایم آلگوی (لوتری)
- لینداو (لوتری)
- لوبک (لوتری)
- ممینگن (لوتری)
- مولهاوزن (لوتری)
- نوردهاوزن (لوتری)
- نوردلینگن (لوتری)
- نورنبرگ (لوتری)
- اوفنبورگ (کاتولیک)
- فولندورف (کاتولیک)
- راونسبورگ (دو فرقه)
- رگنسبورگ (لوتری)
- رویتلینگن (لوتری)
- رتنبورگ اب در تاوبر (لوتری)
- روتوایل (کاتولیک)
- شوبیش گموند (کاتولیک)
- شوبیش هال (لوتری)
- شواینفورت (لوتری)
- اشپیر (لوتری)
- اوبرلینگن (کاتولیک)
- اولم (لوتری)
- وانگن (کاتولیک)
- وایل (کاتولیک)
- وایسنبورگ در بایرن (نوردگائو) (لوتری)
- وتسلار (لوتری)
- ویمپن (لوتری)
- ویندسهایم (لوتری)
- ورمس (لوتری)
- تسل آن در همرزباخ (کاتولیک)

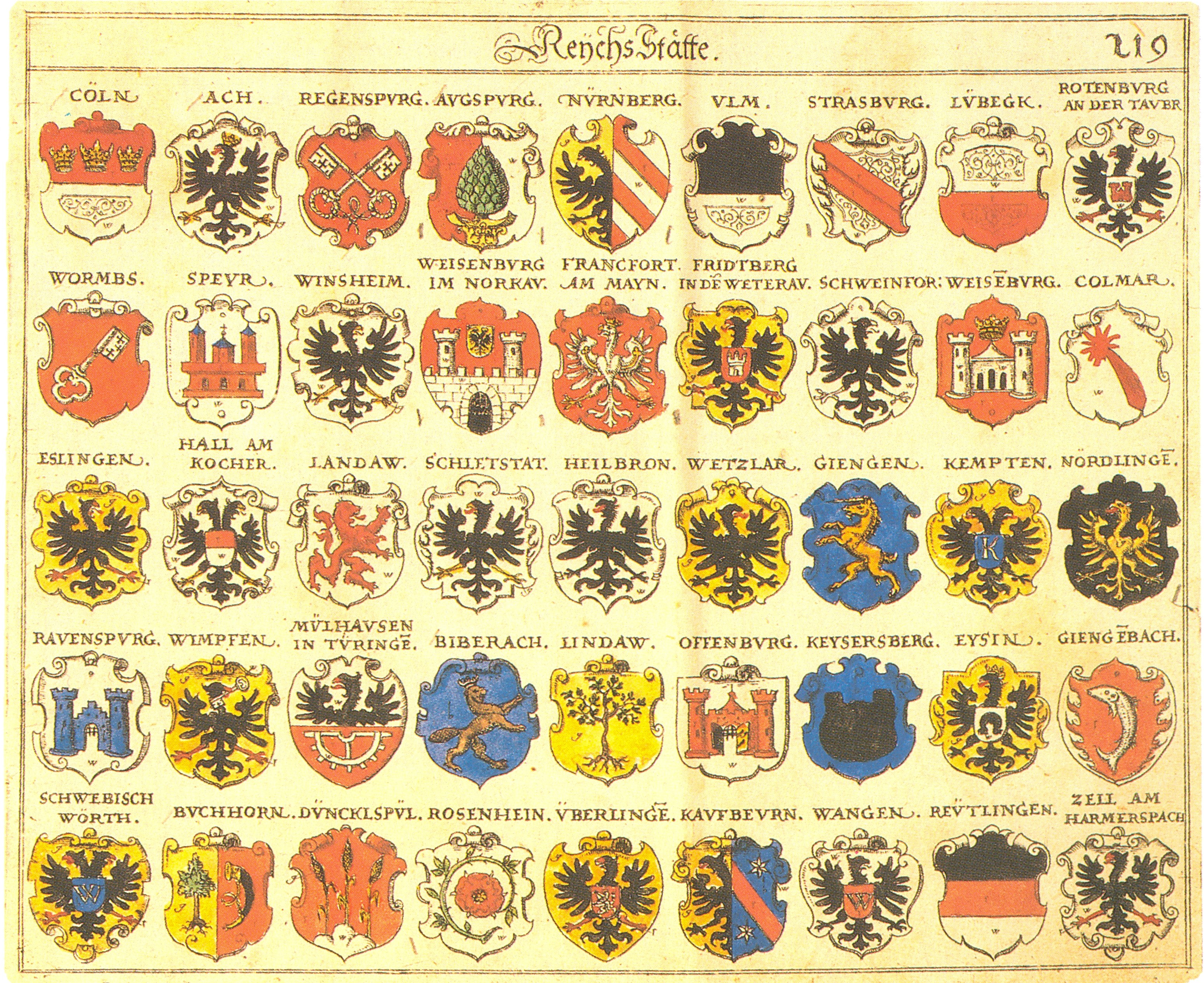
نشان‌های شهرهای آزاد امپراتوری (سال ۱۶۰۵) - قسمت ۱

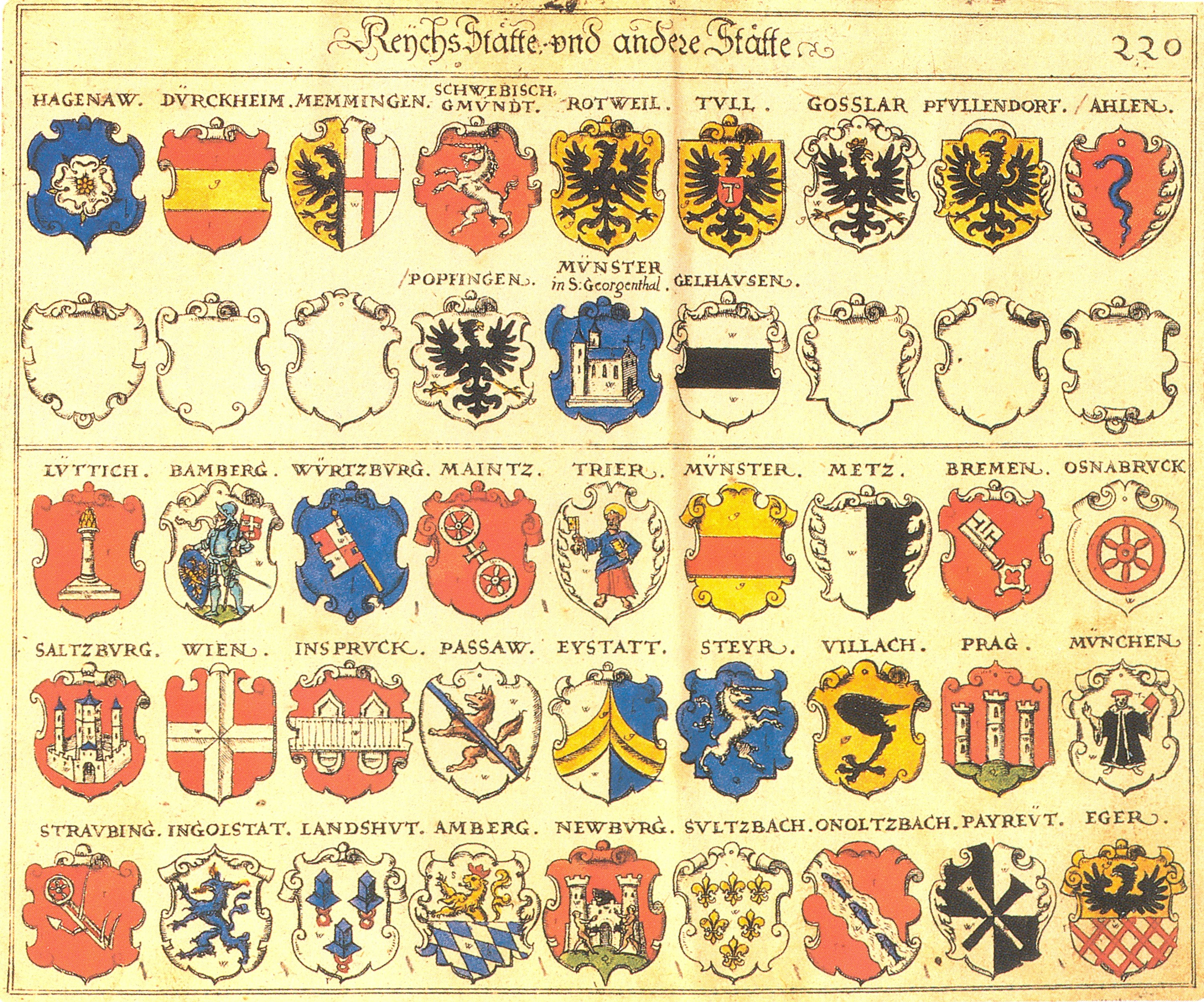
نشان‌های شهرهای آزاد امپراتوری (سال ۱۶۰۵) - قسمت ۲ (فقط دو ردیف بالا)

استفاده از عقاب در بسیاری از این نشان‌ها وجود دارد، این نشان‌دهنده ارتباط مستقیم با امپراتور مقدس روم است که نماد خاص خود عقاب امپراتوری بود.
شهرهای دیگری که زمانی شهرهای آزاد امپراتوری بودند، اما در سال ۱۷۹۲ دیگر وجود نداشتند، عبارتند از:
- بادن (فقط به‌طور رسمی؟)
- بازل (۱۵۰۱ کانتون سوئیس شد، در ۱۶۴۸ استقلالش از امپراتوری به رسمیت شناخته شد)
- برن (۱۳۵۱ کانتون سوئیس شد، استقلالش در ۱۶۴۸ به رسمیت شناخته شد)
- بیسانز (بزانسون) (الحاق به اسپانیا، ۱۶۴۸)
- براکل (الحاق به اسقف پادربورن)
- برامگرتان (فقط به‌طور رسمی؟)
- بوپارد (به انتخاب کنندگان تریر)
- کامریچ (کامبرای) (به هلند اسپانیا، ۱۵۴۳)
- دیسنهوفن
- دونتر
- دوناوورث (به دوک‌نشین بایرن، ۱۶۱۷)
- دویسبورگ (به دوک‌نشین کلوز، ۱۲۹۰)
- دورن (به یولیخ)
- فراونفلد
- فرایبورگ ام اوختلند (فریبورگ) (کانتون سوئیس شد)
- فوسن (به شاهزاده-اسقف آوگسبورگ، ۱۳۱۳)
- گلنهاوزن (به لنت‌گراف‌نشین هسن-کاسل (یا هسه-کاسل)، ۱۷۴۵)
- آگنو (الحاق شده توسط فرانسه، ۱۶۷۰)
- هرفورد (به براندنبورگ)
- کلمار (الحاق به فرانسه، ۱۶۷۳، تأیید شده در ۱۶۹۷)
- کامپن
- کایزرسبرگ (الحاق شده توسط فرانسه، ۱۶۴۸)
- کسنیچ
- کنستانتس (الحاق به اتریش، ۱۵۴۸)
- لاندو (الحاق شده توسط فرانسه، ۱۶۴۸)
- لمگو (به لیپه)
- لوسرن (کانتون سوئیس شد، استقلال در ۱۶۴۸ به رسمیت شناخته شد)
- ماینز (بازگشت به کنترل اسقف اعظم خود، ۱۴۶۲)
- متز (الحاق شده توسط فرانسه، ۱۵۵۲)
- مولهاوزن (مولهاوس) (همکار کنفدراسیون سوئیس پس از ۱۶۴۸، ضمیمه فرانسه، ۱۷۹۸)
- مونستر، او-رن (الحاق شده توسط فرانسه، ۱۶۴۸)
- مورتن (به ساوی، ۱۲۵۵)
- نیمیخن (به گولدرز، ۱۲۴۷)
- اوبرنه (الحاق شده توسط فرانسه، ۱۶۴۸)
- رپرسویل
- راینفلدن (به هابسبورگ‌ها، ۱۳۳۰)
- ریگا (به مشترک المنافع لهستان-لیتوانی، ۱۵۸۱)
- روشیم (الحاق شده توسط فرانسه، ۱۶۴۸)
- ساربورگ (الحاق شده توسط فرانسه)
- شافهاوزن (کانتون سوئیس شد، ۱۵۰۱، استقلال به رسمیت شناخته شد ۱۶۴۸)
- اشمالکالدن (به هسن، ۱۵۸۱)
- سلستد (الحاق شده توسط فرانسه، ۱۶۷۰)
- سولوتورن (کانتون سوئیس شد، ۱۴۸۱، استقلال به رسمیت شناخته شد ۱۶۴۸)
- استراسبورگ (الحاق شده توسط فرانسه، ۱۶۸۱، تأیید شده در ۱۶۹۷)
- تول (الحاق شده توسط فرانسه، ۱۵۵۲)
- تورکهایم (الحاق شده توسط فرانسه، ۱۶۴۸)
- فردن (به دوک‌نشین فردن، ۱۶۴۸)
- وردن (الحاق شده توسط فرانسه، ۱۵۵۲)
- واربورگ (الحاق شده توسط شاهزاده اسقف پادربورن)
- وینترتور
- وایسنبورگ (وایسمبورگ) (الحاق شده توسط فرانسه، ۱۶۴۸)
- زوگ (کانتون سوئیس شد، ۱۶۴۸ استقلال به رسمیت شناخته شد)
- زوریخ (۱۳۵۱ کانتون سوئیس شد، ۱۶۴۸ استقلال به رسمیت شناخته شد)